# Служба зовнішньої розвідки (Румунія)
Служба зовнішньої розвідки Румунії, СЗРР, СЗР (рум. Serviciul de Informații Externe, SIE) — це спецслужба Румунії. Свою діяльність здійснює відповідно до Конституції Румунії, законів країни, рішення Верховної ради оборони країни (рум. CSAT) і військових статутів Збройних сил Румунії. Діяльність служби має характер державної таємниці. Джерела розвідки, способи і засоби його здійснення не можуть бути розкриті нікому за жодних обставин. Розкриття інформації та дій розвідки, які становлять предмет діяльності «Служби зовнішньої розвідки» є забороненим, переслідується законом. Службі зовнішньої розвідки дозволено, відповідно до законодавства Румунії, використовувати спеціальні методи й засоби, використовувати власні кошти з метою отримання, перевірки, оцінки для розвідки, що стосуються національної безпеки. СЗР також відповідно румунського законодавства має право просити й отримувати від румунської державної влади, підприємств, інших юридичних осіб, також від фізичних осіб, відомості розвідки, необхідну інформацію або потрібні документи, що забезпечують ефективне виконання службових завдань СЗР Румунії.

## Історія
Указом № 111 від 8 лютого 1990 р., виданим Комітетом національного порятунку фронту, буквально «Аналітичний центр про іноземців» (рум. Centrul de Informații Externe (CIE)) був затверджений як «Служба зовнішньої розвідки» Румунії як установа румунської держави, якому було доручено здійснювати свою діяльність і у галузі зовнішньоекономічної розвідки (маркетинг).
Служба зовнішньої розвідки Румунії була заснована 13 грудня 1990 р. після реорганізації центру зовнішньої розвідки «Секурітате» (таємної поліції Соціалістичної Республіки Румунії). Закон № 39 від 13 грудня 1990 р. надав ідентичність «Службі зовнішньої розвідки», оскільки цей нормативний акт передбачає вперше назву «СЗР» (рум. CIE).
Але правова база, що регулює діяльність СЗР базуючись на законі — відсутня. Хоча є Закон № 51/1991 р. про національну безпеку, Закон № 415/2002 р. про організацію та функціонування «рум. CSAT», Закон № 182/2002 р. про захист секретної інформації і Закон № 1/6 січня 1998 р. про організацію та функціонування «Служби зовнішньої розвідки» (з визначенням — «державний орган спеціалізується на іноземній розвідці для національної безпеки і охорони Румунії та її інтересів»), Постанова щодо надзвичайних ситуацій «рум. OUG» № 154 від 21 листопада 2001 р.

## Керівники
Вища рада національної оборони Румунії (рум. Consiliul Suprem de Apărare a Țării - CSAT), що має справу з обороною та цивільною безпекою й зовнішньою політикою, управляє СЗР «рум. SIE».
| Керівники Служби зовнішньої розвідки Румунії                                                                   |                       |          |
| Період | Особа                 | Примітки |
| від 18 лютого 1990 року до 13 грудня 1990 р., 13 грудня 1990 р. — 9 квітня 1992 р.                             | Міхай Караман         |          |
| 9 квітня 1992 р. — 31 липня 1997 р.                                                                            | Йоан Талпеш           |          |
| 31 липня 1997 р. — 31 грудня 2000 р.                                                                           | Каталін Гарнаґеа      |          |
| 12 лютого 2001 р. — 20 липня 2006 р.                                                                           | Георге Фульґа         |          |
| 4 жовтня 2006 р. — 24 квітня 2007 р.                                                                           | Клаудіу Сафтою        |          |
| виконувач обов'язків директора, 20 липня — 4 жовтня 2006 р., 24 квітня — 8 грудня 2007 р., 8-27 грудня 2012 р. | Сільвіу Предою        |          |
| 8 грудня 2007 р. — 8 лютого 2012 р.                                                                            | Міхай Резван Унгуряну |          |
| 2012 р. — 2014 р.                                                                                              | Теодор Мелешкану      |          |

## Структура
Співробітники Служби розвідки Румунії офіційно не розголошуються.
Критерії опубліковані в 2004 р., згідно з яким молодий кандидати відбираються для роботи в цій установі:
- румунське громадянство,
- доміцилій (юридичний мешканець) Румунії,
- бути у віці 22 до 35 років,
- повинні мати вищу освіту з дуже хорошими результатами,
- знати іноземну мову,
- мати знання комп'ютера,
- володіти водійськими правами.
- не повинен мати судимості або не повинен мати приналежності до забороненої офіційним законом таємної організації, або не бути членом політичної партії.

## Завдання
Завданням Служби зовнішньої розвідки Румунії є збір інформації за межами своєї країни, перевіряти й поліпшувати її, щоб захистити національну безпеку Румунії.
Є професійною розвідкою на відміну від пресслужби, завданням якої є просто видобуток секретної інформації, що належить до завдань СЗР: шпигунство, отримання і аналіз інформації про іноземні уряди та організації, про приватних осіб для того, щоб у різних галузях забезпечити інформованість уряду, зробити ефективними таємні румунські операції за кордоном. Але при застосуванні СЗР та інших спецслужб також може отримуватися дезінформація, дії їх можуть межувати з незаконним отриманням інформації, застосуванням неправомірних засобів впливу на міжнародну політику, громадську думку й представників Румунії.

## Міжнародне співробітництво
З офіційних виступів представників СЗР відомо, що: У глобальному світі СЗР працює з 1991 року у тісній співпраці з аналогічними установами в декількох країнах Євросоюзу, з ефективним впливом на захист національної безпеки Румунії. Відповідно до національних законів, румунські спецслужби часто приводили спільні дії для запобігання у боротьбі з подіями, які можуть поставити під загрозу національну безпеку Румунії.
Співробітництво між СЗР та іншими структурами, компетентними в галузі національної безпеки, забезпечується шляхом обміну оперативною інформацією у питаннях, що становлять взаємний інтерес, а також впроваджені інші робочі аспекти, які сприяють національній безпеці Румінії. Цей процес співробітництва здійснюється відповідно до визначених протоколів, укладених між сторонами, які включають у себе зобов'язання негайно інформувати один одного з питань, пов'язаних з національною безпекою.

## Співтовариство розвідки Румунії
18 листопада 2005 р. влада оголосила про рішення Верховного ради оборони країни (рум. Secretarul Consiliului Suprem de Aparare a Tarii - CSAT) на чолі з президентом Траяном Басеску про створення вищої, координуючої ланки румунської розвідки, що отримала назву «Національне розвідувальне співтовариство» (рум. Comunitatea Nationala de Informatii - CNI). На яку були покладені обов'язки з координації діяльності всіх силових структур країни, що мають відношення до збору розвідувальної інформації — 

- контррозвідка (рум. Serviciul Roman de Informatii - SRI),
- служба зовнішньої розвідки (рум. Serviciul de Informatii Externe - SIE),
- розвідка міністерства оборони (рум. Directia Generala de Informatii a Apararii - DGIA), а також
- міністерство юстиції та міністерства внутрішніх справ.

Крім цього, румунському розвідувальному співтовариству належало зайнятися централізованою обробкою інформації, яка збирається згаданими структурами, і поширенням аналітичних матеріалів для вищих органів влади — канцелярії президента і прем'єр-міністра, а також керівникам відповідних комісій парламенту Румунії. У 2005 р. — Співтовариство розвідки Румунії очолив генерал-лейтенант Серґіу Ґеорґе Медар
У 2006 р. було всього сім спецслужб у Румунії з Національним органом для перехоплення повідомлень, і Служби розвідки Румунії (рум. Serviciul Român de Informații, sigle (SRI)).
Румунія має 571 офіцера розвідки проти 89 аналогічних службовців у Німеччині та 98 — у Франції.

## Зв'язок з громадянським суспільством та засобами масової інформації
Стосунки СЗР із громадянським суспільством та засобами масової інформації управляються спеціальною структурою в її організаційній структурі. Ця структура у свою чергу керується відповідними своїми обов'язками, інституційними відносининами з парламентом Румунії, Адміністрацією Президента Румунії, Урядом Румунії та державними організаціями, а також з іншими структурами.
У спілкуванні з громадянським суспільством та засобами масової інформації, СЗР тримає необхідний баланс між правом громадян на отримання інформації в умовах прозорості демократичного суспільства та зобов'язання зберігати в таємниці інформацію, яка, згідно із румунським законом, не може бути розкрита. Це неминуче призводить до цілого ряду обмежень, що викликають специфічну роботу, аналогічну всім спецслужбам демократичних держав.

## Нагляд за діяльністю СЗР
Діяльність Служби зовнішньої розвідки організовується і координується Вищою радою національної оборони країни (рум. CSAT), котра затверджує організаційну структуру СЗР, їх персонал в мирний час або під час мобілізації у воєнний час, регулює функціонування та завдання СЗР. Щороку підзвітна СЗР, або коли обставини вимагають необхідності, тоді директор СЗР представляючи СЗР повідомляє про діяльність СЗР.
Управління за діяльністю СЗР здійснюється парламентом Румунії, за допомогою спеціального парламентського комітету, якому доручено спостереження за конфіденційністю і засобами і джерелама збору розвідувальних даних. Спеціальний комітет складається з трьох депутатів і двох сенаторів, які обираються з числа комітетів

- оборони,
- громадського порядку та
- національної безпеки

обох палат. Парламентський контроль направлений на перевірку діяльності СЗР узгоджується з Конституцією Румунії та політикою румунської держави. При здійсненні покладених прерогатив, Комісія вимагає від СЗР, через його директора, документи та інформацію про розвідку, і може проводити слухання осіб, пов'язаних з питаннями аналізу. СЗР зобов'язана ознайомитися попередньо із запитами Комітету для отримання дозволу слухання відповідних осіб, що має бути також попереднього схвалене директором СЗР.
Фінансовий контроль за надходження бюджетних коштів та їх витрат, за діяльність Служби зовнішньої розвідки, здійснює Міністерство державних фінансів. Для чого делегується фінансова перевірка з Рахунковою палатою. Прокуратура також дає уповноваження на огляд та законність таких заходів, що накладає відповідну відповідальність на конкретних осіб за збір інформації, що може становити державну таємницю.